# Mohotane
Mohotane, auch Mohotani, Moho Tani, Motane, seltener Molopu, alte Namen: San Pedro, Onateayo, ist eine unbewohnte Insel im östlichen Pazifischen Ozean, die geografisch zum Archipel der Marquesas in Französisch-Polynesien gehört und politisch zur Gemeinde Hiva Oa, Teilgemeinde (Commune associée) Atuona.

## Geografie und Geologie
Mohotane liegt in der Südgruppe der Marquesas, 18 km südöstlich von Hiva Oa und ist von dort bei klarem Wetter zu sehen. Die 7,2 × 1,9 km große Insel hat eine Fläche von rund 13 km². Die sich nach Osten öffnende Halbmondform lässt erkennen, dass sie der Rest des Kraterrandes eines versunkenen Vulkanes ist. Die basaltischen Gesteine, aus denen Mohotane überwiegend besteht, sind 2,46 bis 1,76 Mio. Jahre alt.
Die Insel ist ringsum von einer Steilküste umgeben, die im Süden und Südwesten 300 bis 400 m fast senkrecht abfällt. Im Südosten steigt die Küste etwas sanfter an. Strände gibt es nicht. Fast der gesamte Westen wird von einer Hochebene eingenommen, die unmittelbar zum Meer abfällt. Die höchste Erhebung mit 520 m ist namenlos und befindet sich im südlichen Drittel der Insel.
Knapp 300 Meter südwestlich ist die 245 m hohe und 15 Hektar große Nebeninsel Terihi vorgelagert, nicht mehr als ein steil aus dem Meer ragender, kahler Fels.
Mohotane liegt in der tropischen Klimazone. Da die Insel – ähnlich wie Eiao – im Vergleich zu den übrigen Marquesas relativ niedrig ist, kann sie von den Feuchtigkeit bringenden Passatwinden nur wenig profitieren. Die Niederschläge sind mit durchschnittlich 500 mm pro Jahr relativ gering. Obwohl man an mehreren Stellen der Küste enge und steile Schluchten sehen kann, die offensichtlich von gelegentlichen Starkregen ausgeschwemmt sind, gibt es keine ständig fließenden Gewässer.

## Flora und Fauna
Mohotane ist seit 1971 unter Schutz gestellt (Commission des sites de la Polynésie française, Verordnung No. 2559 vom 28. Juli 1971). Die Jagd ist reglementiert und bedarf der Erlaubnis, aber die abgelegene Insel wird auch ohne Genehmigung aufgesucht. Außerdem werden illegal Bäume gefällt, um Schnitzholz für die Andenkenindustrie zu gewinnen. Es fehlt noch an einer wirksamen Verwaltung und Überwachung der Schutzzone.
Von französischen Siedlern von Hiva Oa in der zweiten Hälfte des 19. Jahrhunderts eingeführte Schafe haben sich ausgewildert und verursachen Erosion, indem sie die niedrige Vegetation abweiden.

### Flora
Mohotane kann man in drei Vegetationszonen einteilen: Der Osten ist in einem breiten Streifen arid, der Norden ist spärlich bewachsen und der zentrale Westen der Insel ist von einem dichten, weitgehend noch ursprünglichen Wald bedeckt.
Der gesamte Osten ist durch den Tierverbiss arid, die Pflanzendecke ist nur spärlich. In günstigen Lagen wachsen die zu den Tabakpflanzen gehörende Nicotiana fragrans var. fatuhivensis, ein Endemit auf Fatu Hiva und Mohotane, Portulak (Portulaca oleracea) sowie die Gräser Eragrostis xerophila und Brachiaria reptans.
Der nördliche Teil der Insel ist durch die Abweidung ebenfalls stark geschädigt. Der immergrüne Strauch Arbutilon hirtum, Cordia lutea und Waltheria tomentosa kommen als niedrige Wuchsformen vor. An den wenigen Stellen, die für die Tiere nicht erreichbar sind, wachsen auch Pisonia grandis, Premna tahitensis und Morinda citrifolia.
Das zentrale Plateau im Westen ist von einer dichten Waldfläche bedeckt, die etwa ein Viertel der Insel umfasst. Sie besteht aus riesigen Pisonia grandis, die nicht selten eine Höhe von 30 bis 40 m erreichen. Weitere, häufig vorkommende Bäume sind Cordia subcordata, Thespesia populnea, Hibiscus tiliaceus, Pandanus tectorius, Ficus marcuesensis, Casuarina equisetifolia und dazwischen vereinzelt Kokospalmen.

### Fauna
Es kommen nur zwei Säugetierarten vor, die beide nicht indigen sind: die Pazifische Ratte, wahrscheinlich von Polynesiern als Nahrungstier eingeführt, und Schafe, die Europäer im 19. Jahrhundert angesiedelt haben.
Auf Mohotane wurden zehn Arten von Seevögeln und sieben Arten von Landvögeln, zwei davon endemisch, beobachtet:
In den großen Pisonia-Bäumen nisten Fregattvögel. Weitere vorkommende Seevögel auf Mohotane und Terihi sind u. a. der Noddi (Anous stolidus), die Rußseeschwalbe (Sterna fuscata) und die Feenseeschwalbe (Gygis alba).
Unter den Landvögeln sind der Marquesas-Monarch, in der Variation Pomarea mendozae montanensis, und Acrocephalus caffer consobrinus, eine Unterart des Langschnabel-Rohrsängers, endemisch. Weitere seltene und bedrohte Arten sind der Marquesas-Teichrohrsänger (Acrocephalus mendanae), die Marquesassalangane (Aerodramus ocistus) und die Petit-Thouars-Fruchttaube (Ptilinopus dupetithouarsii).

## Geschichte
Mohotane ist heute unbewohnt, es gibt jedoch eindeutige archäologische Hinweise, die eine dauerhafte polynesische Besiedlung nahelegen. Der amerikanische Anthropologe Ralph Linton (1893–1953) hat die Überreste eines Dorfes lokalisiert. Thor Heyerdahl fand bei einem kurzen Streifzug im Jahr 1938 im ariden Osten der Insel mehrere steinerne Hausplattformen (paepae). Die Insel war einst von einem einzigen Clan mit Namen „Moi-Atiu“, einer Seitenlinie eines Stammes von Hiva Oa, besiedelt.
Mohotane wurde 1595 von dem spanischen Seefahrer Alvaro de Mendaña de Neyra auf seiner zweiten Reise für Europa entdeckt. Er betrat die Insel nicht, taufte sie aber „San Pedro“ nach dem heiligen Simon Petrus und in Anlehnung an den Namen seines Kapitäns Pedro Fernández de Quirós. Mendana beschreibt sie als „mit viel Wald bedeckt“ und konnte keine Anzeichen für Bewohner erkennen.
James Cook durchfuhr während seiner zweiten Reise in den Pazifik am 7. April 1774 den Sund zwischen den Inseln Hiva Oa und Mohotane, ohne jedoch Mohotane zu betreten. Er beschreibt die Insel wie folgt:

„St. Pedro [Mohotane] ist recht hoch, aber nicht gebirgig und hat etwa 3 Leagues Umfang. [Die Insel] liegt 4 ½ Leagues südlich der Ostspitze von La Dominica [Hiva Oa] und wir wissen nicht, ob sie bewohnt ist oder nicht, wahrscheinlich jedoch nicht, da es nicht so scheint, dass die Natur sie mit allem ausgestattet hätte, das Menschen benötigen.“

Auf der Kartenskizze von William Wales, Astronom an Bord der Resolution, ist Mohotane mit dem Namen „Onateayo“ eingezeichnet, wahrscheinlich der Name, der ihm von den Einwohnern der Insel Hiva Oa genannt wurde.

## Sonstiges
Jules Verne vergleicht in seinem 1895 erschienenen Roman „Die Propellerinsel“ den Marquesas-Archipel mit einem Geschwader französischer Kriegsschiffe:

„Die größten wären dann die erstklassigen Schiffe „Nuka-Hiva“ und „Hiva-Oa“; die mittleren die Kreuzer verschiedenen Ranges „Hiaou“, „Uapou“ und „Uauka“; die kleinsten endlich die Avisos „Motane“, „Fatou-Hiva“ und „Taou-Ata“, während die Eilande und Atolle einfache Pinassen und Boote wären – nur daß alle nicht beweglich sind.“